# Chavaniac-Lafayette

Chavaniac-Lafayette este o comună în departamentul Haute-Loire, Franța. În 2009 avea o populație de 287 de locuitori.